# تومي ساندز
تومي ساندز (بالإنجليزية: Tommy Sands)‏ هو مغني وممثل أمريكي، ولد في 27 أغسطس 1937 بشيكاغو في الولايات المتحدة.

## وصلات خارجية
- تومي ساندز على موقع IMDb (الإنجليزية)
- تومي ساندز على موقع ألو سيني (الفرنسية)
- تومي ساندز على موقع ميوزك برينز (الإنجليزية)
- تومي ساندز على موقع أول موفي (الإنجليزية)
- تومي ساندز على موقع قاعدة بيانات الأفلام السويدية (السويدية)
- تومي ساندز على موقع إن إن دي بي (الإنجليزية)
- تومي ساندز على موقع أول ميوزيك (الإنجليزية)
- تومي ساندز على موقع ديسكوغز (الإنجليزية)
- تومي ساندز على موقع قاعدة بيانات الفيلم (الإنجليزية)
- تومي ساندز على موقع كينوبويسك (الروسية)